# ريتشارد هارمون
ريتشارد هارمون (بالإنجليزية: Richard Harmon)‏ هو ممثل كندي ولد بتاريخ (18 أغسطس 1991) في ميسيساغا، أونتاريو.

## أعماله
مثل في الكثير من الأعمال منها لقاءات القبور 2

## وصلات خارجية
- ريتشارد هارمون على موقع IMDb (الإنجليزية)
- ريتشارد هارمون على موقع ألو سيني (الفرنسية)
- ريتشارد هارمون على موقع أول موفي (الإنجليزية)
- ريتشارد هارمون على موقع قاعدة بيانات الفيلم (الإنجليزية)

- صفحته على IMDb